# 雞湯

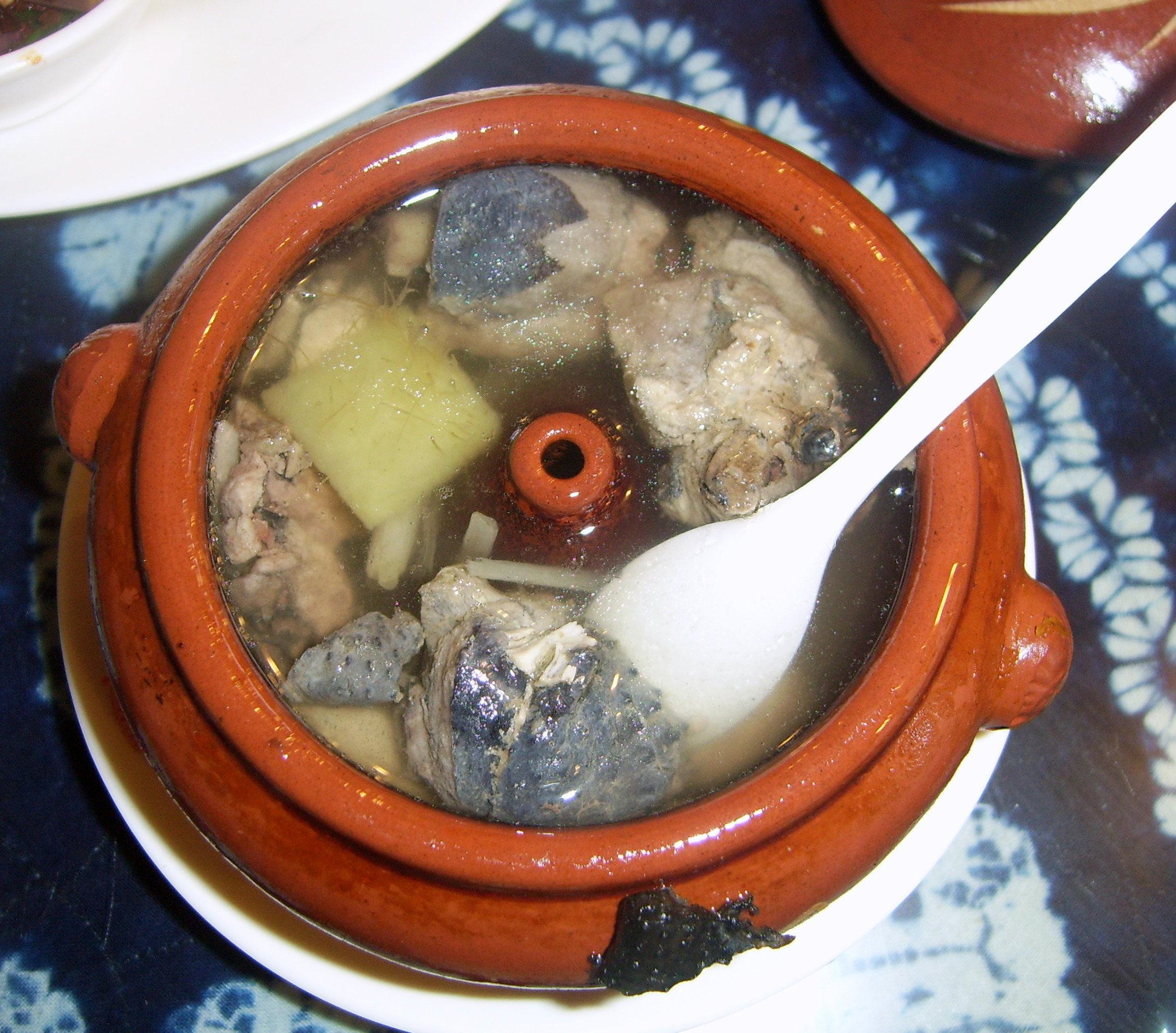
鸡汤

雞湯，即用鸡肉或整隻鸡煮成的汤。以汤汁美味鸡肉鲜嫩著称。東亞的雞湯較清，能襯托出雞本身的風味，西方的多较浓稠，如英国咖哩鸡汤。
東亞地區燉雞湯之主料一般为全雞，以老母雞熬煮風味最佳，不過也有例外，像例如據說中國北宋時期的宰相呂蒙正喜歡喝雞舌湯，一種以雞的舌頭做成的湯，他家每天宰殺千百隻雞，為的就是製作雞舌湯（也有说法指“鸡舌”为“鸡舌香”，即丁香，有除口气之效）。鸡汤除主料以外还会加入各种配料，包括中药材，最为常见的是与各类蘑菇同煮，以去除汤汁的油腻感。药材的选有多为枸杞，红枣等，较为著名的有人参鸡汤、冬虫夏草鸡汤、烏骨鸡汤等。